# The Thief (film 1912 Lawrence)
The Thief è un cortometraggio muto del 1912 diretto da Edmund Lawrence.
Il film, prodotto dalla Kalem Company e distribuito nelle sale dalla General Film Company il 22 luglio 1912, ha come interpreti Tom Moore e Hazel Neason.

## Produzione
Il film fu prodotto dalla Kalem Company.

## Distribuzione
Distribuito dalla General Film Company, il film - un cortometraggio in una bobina - uscì in sala negli Stati Uniti il 22 luglio 1912.